# Rezina (arrondissement)
Rezina is een arrondissement van Moldavië. De zetel van het arrondissement is Rezina. Het arrondissement heeft 52.300 inwoners (01-01-2012).
De 25 gemeenten, incl. deelgemeenten (localitățile), van Rezina:
- Bușăuca
- Cinișeuți
- Cogîlniceni
- Cuizăuca
- Echimăuți
- Ghiduleni, incl. Roșcanii de Jos en Roșcanii de Sus
- Gordinești
- Horodiște, incl. Slobozia-Horodiște
- Ignăței
- Lalova, incl. Nistreni en Țipova
- Lipceni
- Mateuți
- Meșeni
- Mincenii de Jos, incl. Mincenii de Sus
- Otac
- Păpăuți
- Peciște
- Pereni, incl. Roșcani
- Pripiceni-Răzeși, incl. Pripiceni-Curchi
- Rezina, met de titel orașul (stad), incl. Boșernița, Ciorna en Stohnaia
- Saharna Nouă, incl. Buciușca en Saharna
- Sîrcova, incl. Piscărești
- Solonceni, incl. Tarasova
- Țareuca, incl. Țahnăuți
- Trifești.